# آنا دياز (مصورة)
آنا دياز (بالبرتغالية: Ana Dias‏) هي مصورة برتغالية، ولدت في 15 يوليو 1984 في بورتو في البرتغال.

## وصلات خارجية
- الموقع الرسمي
- آنا دياز على موقع IMDb (الإنجليزية)